# Suzanne Feingold
Pour les articles homonymes, voir Feingold et Montfort.
Suzanne Feingold (Paris, 1904 - Paris, 1977), épouse Archambault de Montfort, est une résistante et patronne de presse française.

## Responsable de l'Alliance Israélite Universelle
Suzanne Feingold est née le 1er février 1904 à Paris (9e arrondissement). Elle est la fille de Sehie Ber, dit Otto Feingold, et de Louise Zimmermann. Ses parents deviennent français en 1908, son père par naturalisation (il est né en Autriche en 1866) et sa mère par réintégration (elle est alsacienne, née à Barr en 1865).
Suzanne épouse en 1922 Roger Lévi, dont elle aura une fille.
Après avoir obtenu son baccalauréat, Suzanne Feingold assure la fonction de secrétaire de l'Alliance israélite universelle (AIU) de 1924 à fin 1945.  En 1944, elle participe à la reconstitution du secrétariat général de l'association, en tant que secrétaire des écoles. Elle est chargée de renouer le contact avec le Service des œuvres françaises à l'étranger (SOFE).

## Dans la Résistance
Suzanne Feingold participe à la création de La France continue, un mouvement de résistance avec notamment Henri de Montfort, Paul Petit, Émile Coornaert, Marietta Martin et Annie de Montfort. 
La France continue édite un journal clandestin de la Résistance éponyme dont treize numéros paraissent entre juin 1941 et février 1942. Il accueille des contributions de Raymond Burgard ; Paul Petit en est l'inspirateur. 
L'Alliance israélite universelle s'est intéressée financièrement à la publication de La France continue.
Le réseau est démantelé en février 1942, avec l'arrestation de plusieurs de ses membres comme Raymond Burgard, Marietta Martin et Paul Petit qui mourront en Allemagne. Annie de Montfort, arrêtée en 1943, meurt en déportation en 1944.
Suzanne Feingold poursuit son action clandestine, sous le pseudonyme de « Perrin ». Elle est engagée dans les Forces françaises combattantes au sein du réseau Kasanga.

## Patronne de presse
Henri de Montfort et Suzanne Feingold font paraître l'hebdomadaire Ici Paris, dans la continuité de La France continue. Le premier numéro paraît le 13 juin 1945. Le nom de la nouvelle publication a été choisi en référence au message d'ouverture de Radio Londres, station de la France libre basée en Angleterre : « Ici Londres, les Français parlent aux Français ».
Le professeur René Cassin, personnalité de l'Alliance israélite universelle, est associé à la fondation de la nouvelle revue dont il est actionnaire. Il rédige un article dans le premier numéro. Suzanne Feingold est directrice de la publication et secrétaire générale du journal. En guise de maxime, Henri de Montfort a choisi une phrase de Georges Clemenceau : « Dans la paix comme dans la guerre, le dernier mot appartient à ceux qui ne se rendent jamais... ». 
Dès 1946, Ici Paris devient un journal populaire, sans contenu politique. L'évolution se fait sous l'impulsion de Suzanne Feingold, qui change complètement la formule, et publie par exemple des pages d'horoscopes.
Suzanne Feingold épouse en avril 1946 Henri de Montfort, qui devient secrétaire général de l'Académie internationale de science politique et d'histoire constitutionnelle. Elle participe à la fondation, en 1966, de l'association des Amis de Milosz, qui travaille à la diffusion de l'œuvre du poète français d'origine russe Oscar Venceslas de Lubicz-Milosz. 
Suzanne Feingold est décédée le 1er mai 1977 à Paris (16e arrondissement) à l'âge de soixante-treize ans.

## Sources
- Claude Bellanger : Histoire générale de la presse française, Presses universitaires de France, Paris, 1969
- Louis Guéry : Visages de la presse, histoire de la présentation de la presse française du XVIIe au XXe siècle, éd. Victoires, 2006